# Kinnaird College for Women

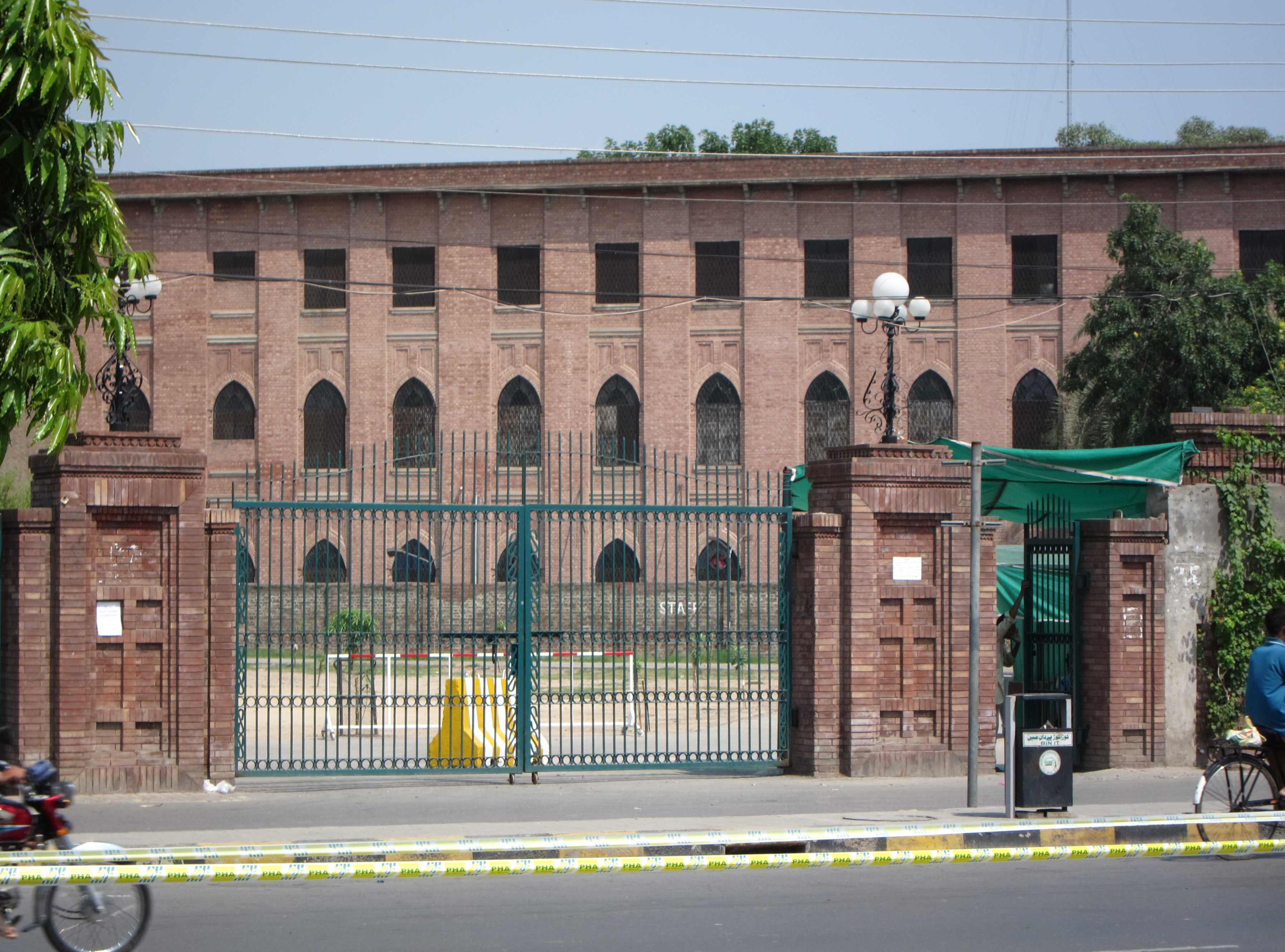
Kinnaird College for Women, Eingang

Das Kinnaird College for Women (KCW) ist eine Universität für Frauen in Lahore, Punjab, Pakistan. Das College wurde 1913 als Konfessionseinrichtung gegründet und 1972 verstaatlicht. Es ist nach Lady Mary Jane Kinnaird benannt, der schottischen Mitbegründerin der Young Women’s Christian Association (YWCA) und einer großen Philanthropin ihrer Zeit. Im Jahr 2002 erhielt das College den Status einer staatlichen Hochschule und seine Verwaltung wurde der Association of Kinnaird College übertragen. Die Verwaltung wird von einem Gouverneursrat geleitet.

## Geschichte
Das Kinnaird College wurde 1913 von der Zenana and Bible Medical Mission gegründet, als sie an der Kinnaird Christian Girls' High School in Lahore Collegekurse einrichteten. Die Gründerinnen wollten christlichen Frauen aus dem Punjab die Möglichkeit geben, sich als Lehrerinnen zu qualifizieren. Die erste Schulleiterin war Joan MacDonald.
Im Jahr 1919 schlossen sich die Presbyterianische Missionskirche und die Kirchliche Missionsgesellschaft zu einem Konsortium zusammen, um das College zu finanzieren und zu betreiben. Im Jahr 1926 zog es auf den heutigen Campus an der Jail Road um, wo es im Laufe der Jahre wuchs. 1939 war das College auf einen 81.000 m² großen Campus angewachsen.
Von 1913 bis 1922 war das College das einzige Liberal Arts College für Frauen im Punjab. In den Anfangsjahren war das College-Leben auf die überwiegend christlichen Studenten ausgerichtet, und viele Studenten fanden nach ihrem Abschluss eine Anstellung im Netz der Missionsschulen. Die Beliebtheit der Missionsschulen bei nichtchristlichen Familien, die den Schwerpunkt auf den Englischunterricht legten und die Möglichkeit boten, bei britischen und amerikanischen Lehrern zu studieren, führte zu einer Nachfrage nach Lehrern mit Hochschulabschluss, wie sie das College hervorbrachte.
1928 wurde Isabella McNair Direktorin des Colleges. McNair vertrat die Ansicht, dass die Ausbildung von Frauen intellektuell gleichwertig mit der von Männern sein sollte und dass die Absolventinnen ermutigt werden sollten, sich aktiv am öffentlichen Leben zu beteiligen. In den 1930er Jahren wurde das Kinnaird durch Zulassungsstandards, das Verhältnis zwischen Lehrern und Schülern, außerschulische Aktivitäten und eine Gebührenordnung zum renommiertesten Frauencollege der Region. Auch die demografische Zusammensetzung hatte sich verändert: Die Mehrheit der Schülerinnen stammte nun aus Hindu-Familien der Mittel- und Oberschicht, in denen eine englische Ausbildung an einem führenden Frauencollege als wichtiger Schritt für eine gute Heirat angesehen wurde.
Nach der Teilung 1947 beschloss der Senat der Universität des Punjab, Englisch durch Urdu als Unterrichts- und Prüfungssprache in der Hochschulbildung zu ersetzen. Trotz dieser Änderung bot Kinnaird auch im neu gegründeten Pakistan Frauen eine Hochschulausbildung an und nahm naturwissenschaftliche Fächer, Schreibmaschinenschreiben, Krankenpflege und Sozialarbeit in den Lehrplan auf. Die Teilung veränderte jedoch die Studentenschaft erheblich, da die Muslime, die vor 1947 eine Minderheit in Kinnaird waren, nun die große Mehrheit bildeten.
Im Jahr 1972 verstaatlichte die pakistanische Regierung alle privaten Schulen und Colleges, darunter auch Kinnaird. Im Jahr 2002 erhielt das Kinnaird College die Charta für die Verleihung von Hochschulabschlüssen, und es wurde ein Gouverneursrat für die Verwaltung der Schule eingesetzt.

Kinnaird College for Women
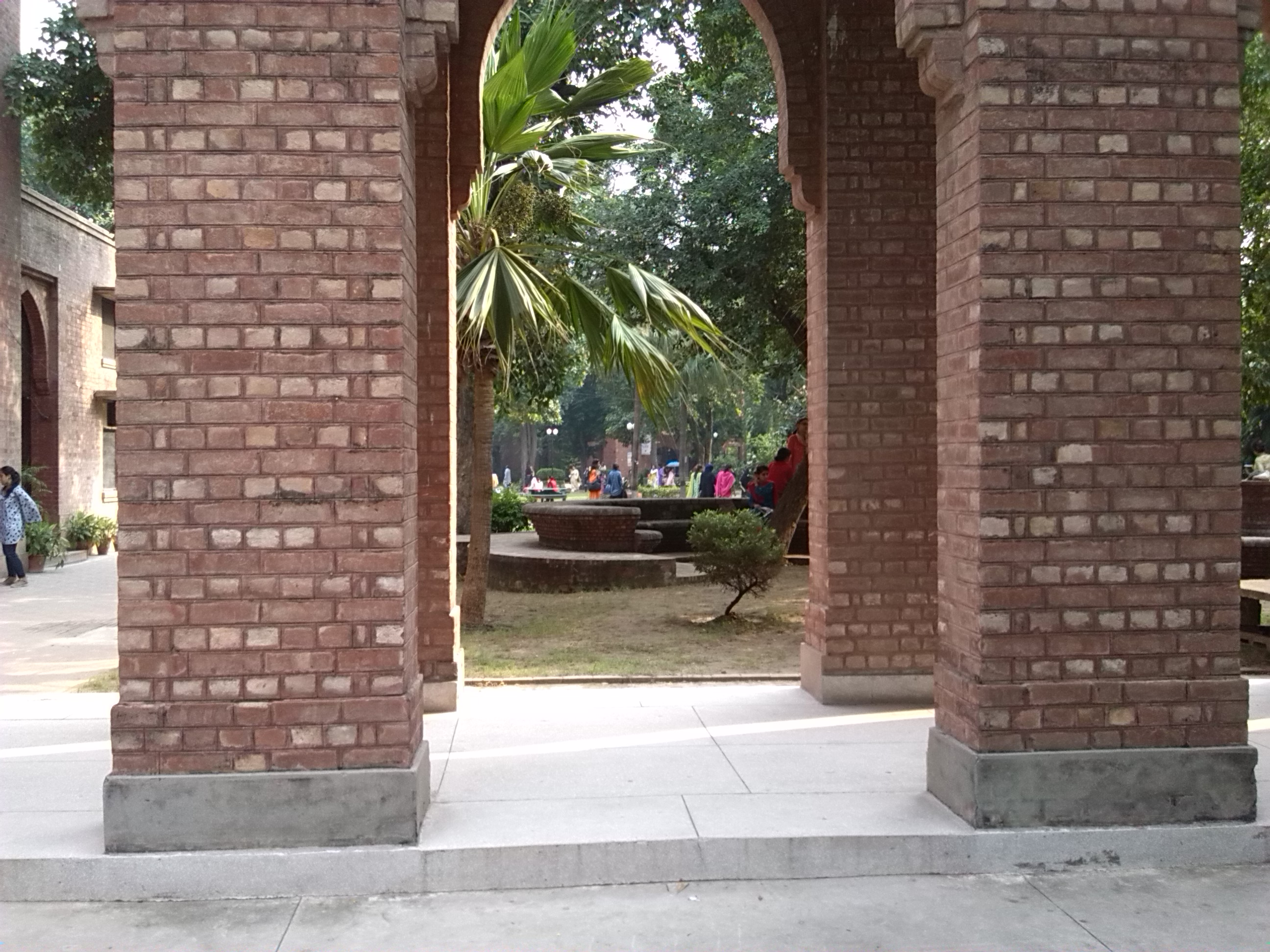
Einer der Innenhöfe
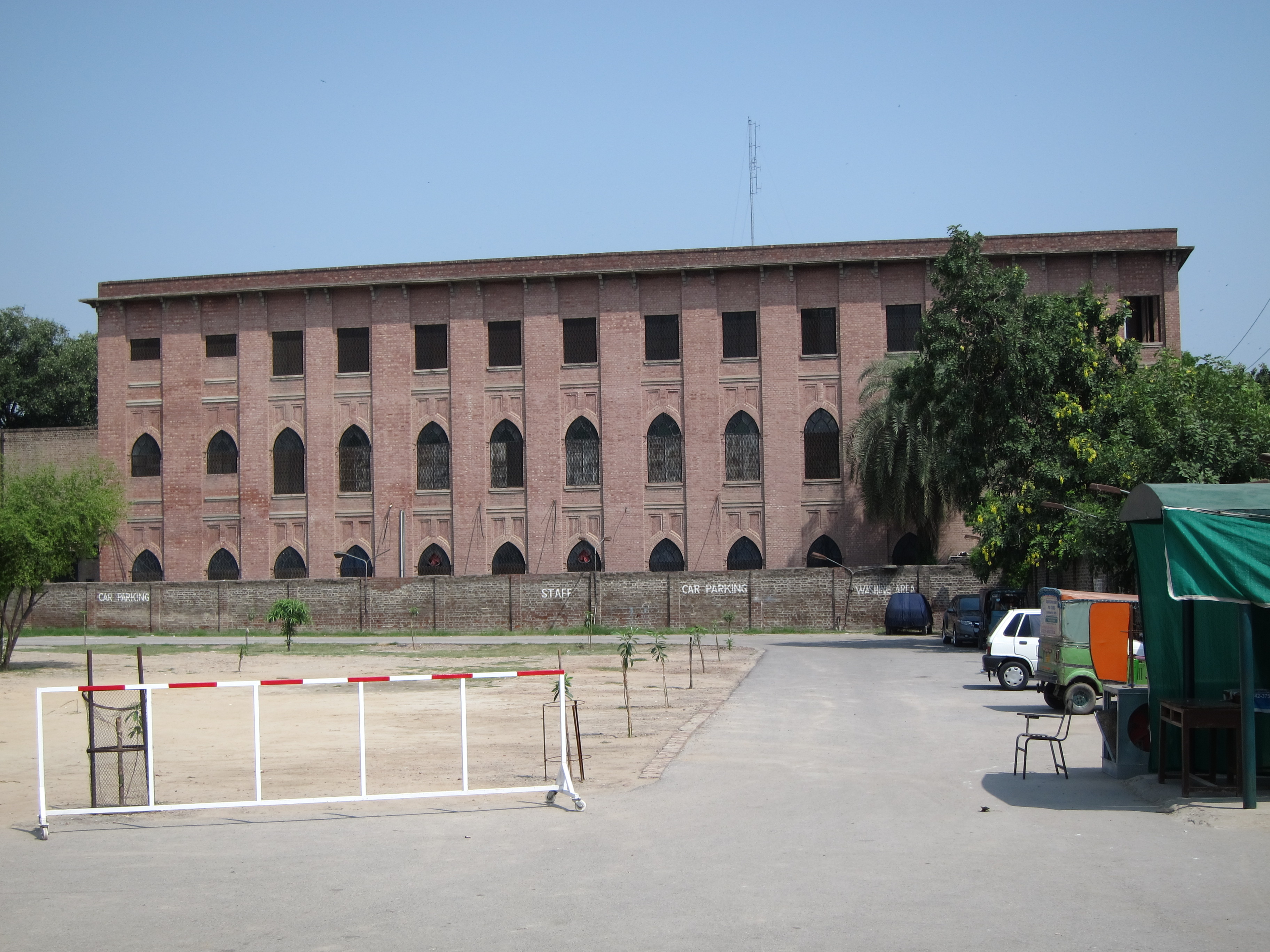
Kinnaird College mit Sportplatz
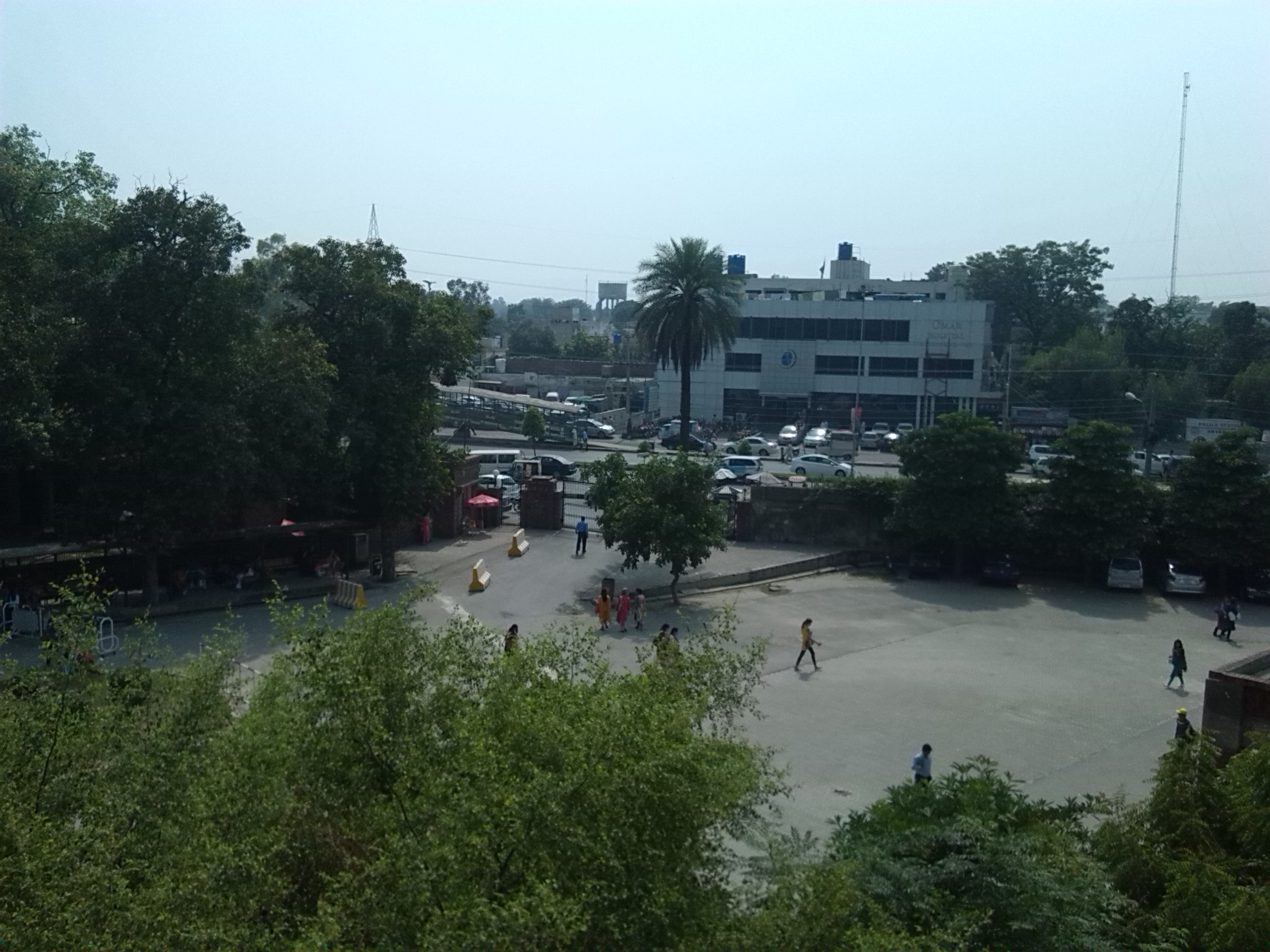
Blick auf den Campus vom Haupteingang
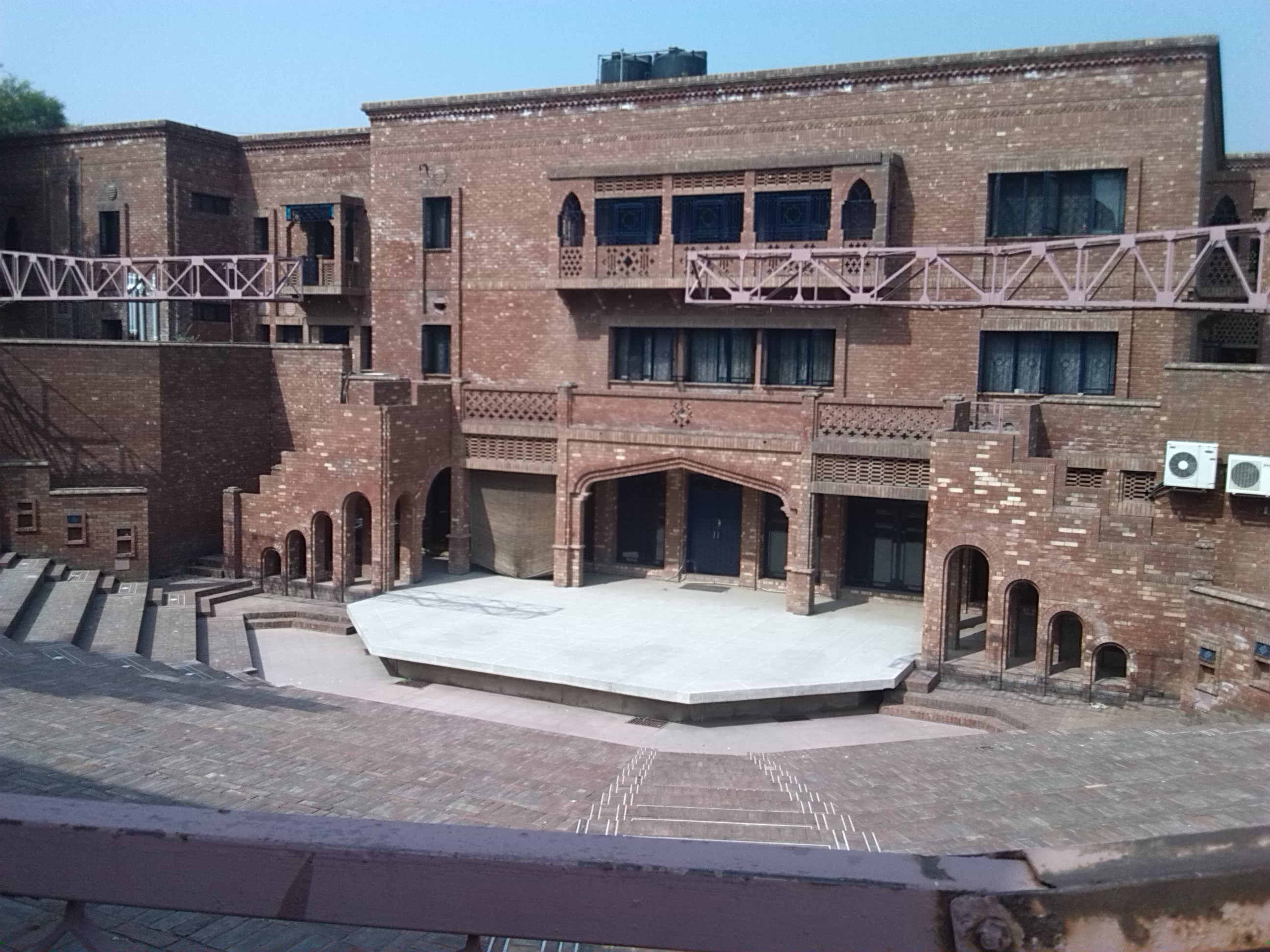
Amphitheater des Kinnaird College

## Studienangebot
Das KCW bietet den Studentinnen ein Grundstudium, ein Bachelor-Studium und ein Master-Studium in unterschiedlichen Fächern an.

## Fakultäten
Das Kinnaird College for Women hat folgende Fakultäten:
- Fakultät für Rechnungswesen und Finanzen
- Fakultät für angewandte Sprachwissenschaft
- Fakultät für Biochemie
- Fakultät für Biotechnologie
- Fakultät für Botanik
- Fakultät für Betriebswirtschaft
- Fakultät für Chemie
- Fakultät für Informatik
- Fakultät für Wirtschaftswissenschaft
- Fakultät für Pädagogik
- Fakultät für Englische Literatur
- Fakultät für Englische Didaktik
- Fakultät für Umweltwissenschaft
- Fakultät für Bildende Kunst und Textildesign
- Fakultät für Lebensmittel- und Ernährungswissenschaft
- Fakultät für Geografie
- Fakultät für Internationale Beziehungen
- Nadira-Hassan-Fakultät für Rechtswissenschaft
- Fakultät für Mathematik
- Fakultät für Medienwissenschaft
- Fakultät für Physik
- Fakultät für Politikwissenschaft
- Fakultät für angewandte Psychologie
- Fakultät für Statistik
- Fakultät für Urdu
- Fakultät für Zoologie
- Fakultät für Sprachen und Musik
- Fakultät für Islamwissenschaft und pakistanische Wissenschaften
- Fakultät für Sport und Sportdidaktik
- Fakultät für Verwaltungswissenschaft

## Radio Kinnaird 97.6 FM
Radio Kinnaird 97.6 FM ist ein Campusradio der Universität Kinnaird College for Women. Der Testbetrieb dieses Radiosenders wurde im Juni 2010 aufgenommen.

## Direktorinnen und Direktoren
- 1913–1928: Joan McDonald
- 1928–1950: Isabella McNair
- 1950–1969: Mangat Rai[9]
- 1972–2004: Mira Phailbus[10] (Geografin)
- 2004–2005: Ira Hasan[11]
- 2005–2009: Mira Phailbus
- 2009–2010: Bernadette Louise Dean[12]
- 2010–heute: Rukhsana David[13]

## Bekannte Absolventinnen
Pädagogik
- Fawzia Afzal-Khan (* 1958), Universitätsprofessorin
- Nida Jay (* 1985), Pädagogin, Schriftstellerin
- Surriya Shafi Mir (–2019), Pädagogin

Politik und Gerichtsbarkeit
- Begum Akhtar Riazuddin (* 1928), Frauenrechtlerin, Reiseschriftstellerin
- Bushra Anjum Butt (* 1981), Politikerin[14]
- Asma Barlas (* 1950), Politik- und Islamwissenschaftlerin
- Farzana Hassan, Aktivistin und Schriftstellerin
- Nasira Iqbal (* 1940), Richterin[15]
- Zeb Jaffar, Politikerin[16]
- Asma Jilani Jahangir (1952–2018), Rechtsanwältin und Menschenrechtsaktivistin
- Gurbinder Kaur Brar (1922–2013), Politikerin
- Sabeen Mahmud (1975–2015), Menschenrechtlerin[17]
- Hina Rabbani Khar (* 1977), Politikerin (PPP)
- Rubina Saigol (–2019), Aktivistin und Pädagogin
- Ayesha Siddiqa (* 1966), Politikwissenschaftlerin
- Kashmala Tariq, Politikerin, Frauenrechtlerin, Mitglied der Nationalversammlung
- Shahzadi Umerzadi Tiwana (* 1960), Politikerin[18]

Literatur
- Nadya A. R. (* 1971), Schriftstellerin, Journalistin, Psychotherapeutin
- Kanza Javed, Schriftstellerin[19]
- Bano Qudsia (1928–2017), Schriftstellerin[20]
- Naima Rashid, Schriftstellerin, Lyrikerin, Übersetzerin (Urdu, Pandschabi, Französisch)[21][22]
- Shabnam Shakeel (1942–2013), Lyrikerin, Schriftstellerin
- Bapsi Sidhwa (1938–2024), Schriftstellerin, Frauenrechtlerin, Politikerin
- Sara Suleri Goodyear (* 1938), Schriftstellerin, Universitätsprofessorin

Film und Musik
- Vaneeza Ahmad (* 1971), Model und Filmschauspielerin
- Zeba Bakhtiar (* 1962), Filmschauspielerin, Regisseurin
- Madeeha Gauhar (1956–2018), Schauspielerin[23]
- Bee Gul, Filmschaffende
- Muneeza Hashmi (* 1946), Schauspielerin[23]
- Shamim Hilaly (* 1947), Schauspielerin[23]
- Kamini Kaushal (* 1927), Filmschauspielerin[24]
- Juggun Kazim (* 1980), Filmschauspielerin
- Hadiqa Kiani (* 1974), Musikerin, Filmschauspielerin
- Savera Nadeem (* 1974), Filmschaffende
- Afia Nathaniel (* 1974), Filmschaffende[25]
- Musarrat Nazir (* 1937), Sängerin und Filmschauspielerin[26]
- Zainab Qayyum (* 1975), Filmschauspielerin[27]
- Sara Raza Khan, Sängerin
- Irtiza Rubab, (* 1977), Filmschauspielerin
- Ayesha Sana (* 1972), Filmschaffende
- Hina Sultan, Filmschauspielerin
- Tahira Syed (* 1958), Ghazal-Sängerin

Journalismus
- Sana Bucha, Fernsehjournalistin
- Gul Bukhari (* 1966), Journalistin[28]
- Jugnu Mohsin (* 1959), Politikerin, Journalistin[29]
- Nasim Zehra (* 1959), Journalistin, Schriftstellerin, Fernsehmoderatorin

Naturwissenschaft
- Tasneem Zehra Husain, Physikerin (Theoretische Physik)[30]

Sport
- Nasira Iqbal (* 1994), Squash-Spielerin

Bildende Kunst
- Zubeida Agha (1922–1997), Künstlerin[31]
- Sheherezade Alam (* 1948), Keramikkünstlerin